# Suchdol nad Lužnicí
Suchdol nad Lužnicí település Csehországban, a Jindřichův Hradec-i járásban. Suchdol nad Lužnicí Petříkov, Jílovice, Halámky, Chlum u Třeboně, Hamr, Nové Hrady, Hranice, Rapšach, Dvory nad Lužnicí és Cep településekkel határos. Lakosainak száma 3608 fő (2024. január 1.).

## Népesség
A település lakosságának változását az alábbi diagram mutatja:
| Lakosok száma | 4103 | 5147 | 4914 | 3593 | 3615 | 3605 | 3591 | 3522 | 3485 | 3608 |
|               | 1869 | 1900 | 1921 | 1961 | 1980 | 2011 | 2016 | 2019 | 2021 | 2024 |